# 威廉·霍普金斯
威廉·霍普金斯（英語：William Hopkins，1793年2月2日—1866年10月13日）是一位英国地质学家和数学家。

## 荣誉
1837年当选英国皇家学会会士，1850年获沃拉斯顿奖章，1851–1853年间任伦敦地质学会会长，1853年任不列顛科學協會会长。